# IC 968
IC 968 ist ein interagierendes Galaxienpaar im Sternbild Jungfrau auf der Ekliptik. Es ist rund 318 Millionen Lichtjahre von der Milchstraße entfernt.
Das Objekt wurde am 6. Mai 1888 vom französischen Astronomen Guillaume Bigourdan entdeckt.